# Powiat Orosháza
Powiat Orosháza (węg. Orosházi járás) – jeden z ośmiu powiatów komitatu Békés na Węgrzech. Siedzibą władz jest miasto Orosháza.

## Miejscowości powiatu Orosháza
- Békéssámson
- Csanádapáca
- Csorvás
- Gádoros
- Gerendás
- Kardoskút
- Nagyszénás
- Orosháza
- Pusztaföldvár
- Tótkomlós